# 行政命令 (美国)

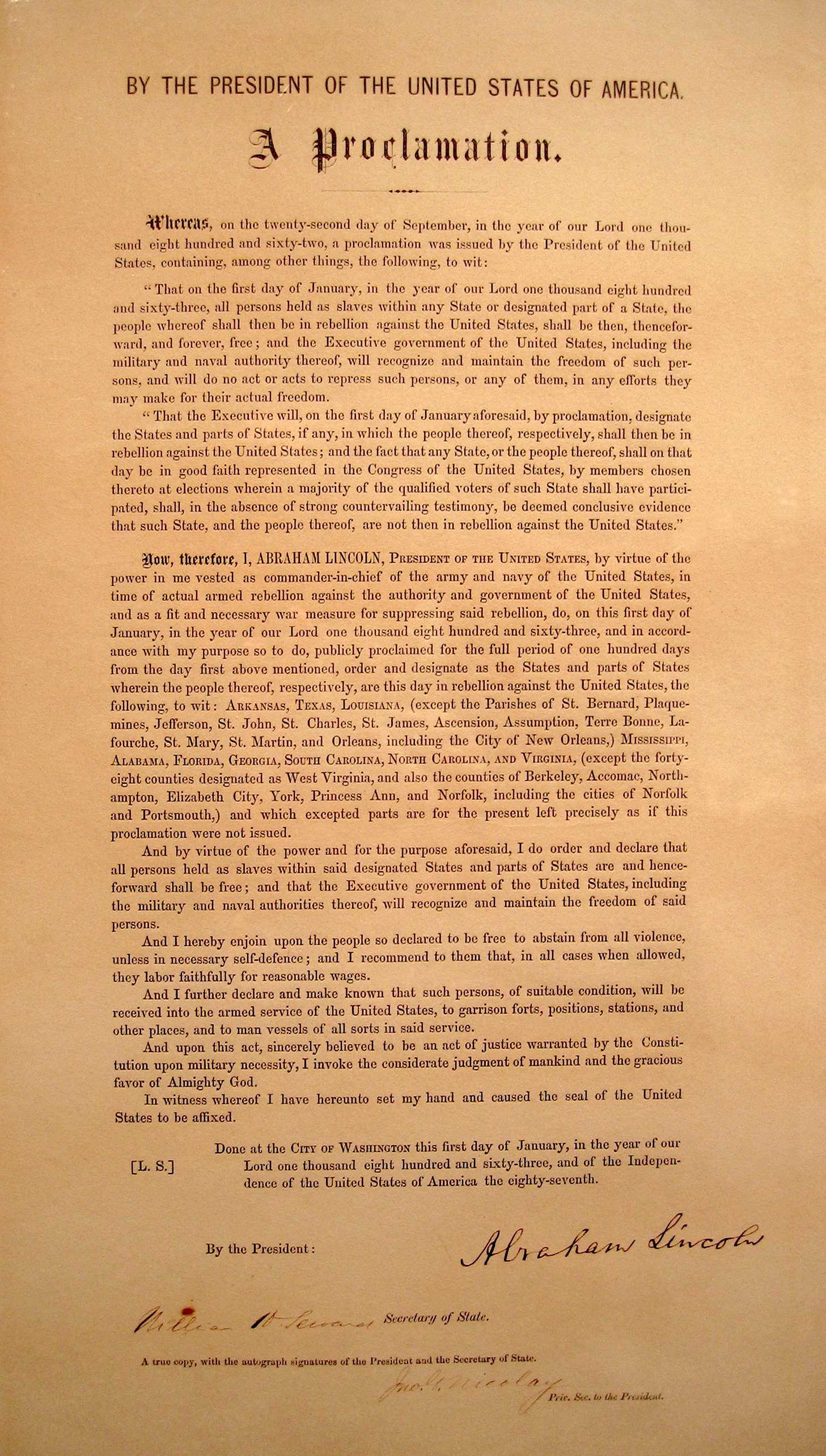
利兰德-博克尔授权版解放奴隶宣言，在1864年6月被印制，带有总统署名。

行政命令（英語：Executive order）在美国是指美国总统行使行政权而頒布及執行的命令。在其他国家，类似的法令可能以政令或委员会命令为人所知。行政命令也可以在州级层面由州的州长或在地方层面由城市的市长发布。自1789年以来美国总统发布行政命令，通常帮助指导行政官员的行动。一些命令当被依照某些国会法案制定时确实有法律效力，这时这些法案给予总统自由决定权。

## 在美国宪法中的依据
自1789年以来美国总统開始通過发布行政命令作為行政權。虽然没有明确许可的宪法条款或法规，但在美国宪法第二条第一款規定，行政權屬於美利堅合眾國總統。這个被给予的对“行政命令”的模糊准许，和在第二条第三款中的表述“照顾法律被忠实执行”。大多数行政命令是由总统发布给行政官员以指导他们行动的命令，不能遵从的后果是被从办公室免职。
其他类型的行政命令是：
- 国家安全指令
- 国土安全总统指令（总统决定指令）

## 历史和应用
直到1900年代早期，行政命令大多未被公布且未被记录，只被由命令指导的机构看到。然而，国务院在1907年制定了一个针对行政命令的编码方案，以追溯到一份在1862年10月20日由总统亚伯拉罕·林肯发布的命令开始。以后产生的文件以——可能从这个标题是“创建路易斯安那的一个临时法院的行政命令”的文件得到它们的名字——“行政命令”为人所知。
直到1950年代，没有规则或指导方针概述总统通过行政命令能或不能做什么。然而，最高法院在杨斯敦薄板和管道公司诉索耶尔案中裁定总统哈里·S·杜鲁门的把国家所有的炼钢厂置于联邦政府控制下的10340号行政命令无效，因为它试图侵犯立法權、制定法律，而不是阐明或起作用以推进由国会或宪法向前放置的法律。
战争在行政命令之上被进行，包括在比尔·克林顿的第二个任期内的1999年科索沃战争。然而，所有这样的战争有来自国会的授权决议案。总统可以独立于国会行使军事权力的范围和戰爭權決議案的广度仍然是未被解决的宪法议题。
行政命令的頒布數量，某程度上體現總統的行政權力，以及總統被國會的制約程度。直至現時為止，富兰克林·D·罗斯福總統簽署及頒布最多的行政命令，達3522個，此後的總統均有頒布及執行相當數量的行政命令。
特朗普在其第二任期仅上任第一天就颁布了78项行政命令，他是美国历史上就任第一天发布的行政命令数量最多的总统。

## 批评
部分批评者指责，总统在没有国会批准的情况下，使用行政命令制定法律，并把现有的法律移出它们原来的委托权。大量政策改变与广泛的影响通过行政命令被影响，包括在哈里·杜鲁门總統下令終結武装力量的种族隔離以及在德怀特·D·艾森豪威尔下令公立学校废止种族隔离。
行政命令的一个极端例子是9066号行政命令，在这个命令中，富兰克林·D·罗斯福總統授權军事机构強行搬迁在军事区域里的任何或所有人（曾经特别对准日裔美国人和德裔美国人）。而被委派给约翰·L·德威特上将的权力，随后为西海岸所有日裔美国人在二战期间被送至集中营的措施铺平了道路。
限制公众接近罗纳德·里根和乔治·H·W·布什总统的文件的13233号行政命令最近被美国档案保管员协会和其他团体批评，声明它“在接近总统文件上违背现有美国法律的精神和文字，因为它在44号美国法典2201–07中被清楚规定，”并加入命令“暗中破坏我们国家的基础之一的潜在威胁。”13233号行政命令后来被巴拉克·奥巴马总统撤销。
批评家担心总统可能通过行政命令，避开政府的其他分支和制定专制法律使自己成为事实上的独裁者。意大利哲学家乔治·阿甘本特别批评自第一次世界大战以来由西方民主国家做出的行政命令或政令的应用的泛化，宣称这种朝向“永久性的非常状态”的宪法趋向。然而，总统时常引用行政命令作为阐明通过国会被通过的法律的唯一方法——国会时常请求模糊的措辞以使被牵涉进它们的创立的所有政党满意。

### 立法及司法的制衡權力
至今，美国最高法院只推翻两个行政命令：前面所述的杜鲁门命令，和由总统克林顿发布的企图阻止美国政府与在工资名单上的罢工破坏者的组织立约的1996年行政命令。美国国会可以靠通过与行政命令抵触的立法或靠拒绝批准拨款实施行政命令推翻它。在过去，总统保留权力否决这样的决定；然而，国会可以以三分之二多数推翻否决以终止行政命令。但因绝对多数决甚少出現，国会推翻行政命令是一个几乎不可能的事件，这一点被争论。國會甚少推翻行政命令，亦代表尊重憲法規定總統擁有的行政權。

## 总统公告
总统公告不同于行政命令，內容是“声明状态，宣布法律和要求服从，承认事件或引起法律的贯彻（靠承认法律中的境况成为现实）”。总统“界定”变为立法或经济事实的形势或形势上的状态。这些命令带有与行政命令相同的法律效力——两者的不同处是行政命令被针对那些政府内部事务，而公告被针对那些政府外部事务。这些公告的行政影响力被支持，因为它们时常由国会法规特别授权，使它们“被委托单方面权力”。总统公告时常作为对于政策制定实用的总统工具被驳回，因为公告的见解在很大程度上本质上是仪式性的或象征性的。然而，总统公告的法律影响力暗示它们对总统治理的重要性。

## 州长的行政命令
作为由州长发布的行政命令不是聯邦法律，但确实有相同的约束性。
比如，行政命令可以在州立法机关不开会和经济条件带来经济衰退时要求州政府预算削减，从而在预算案被批准时把税收减少至被预计的数额以下。依靠州宪法，州长可以靠每个政府机构必须减少多少百分点说明，并且可以免除那些已经拨款特别不足，或不能把长期开支（如资本开支）推迟直到下一财政年度的项目。州长也可以呼吁立法机关进入特别会议。
也有对州长的行政命令的其他应用。比如在2007年，佐治亚州州长对它的州机构做出行政命令以在一次重大旱灾期间减少水使用。这也被要求它的县的水系统，然而不清楚这是否会有法律效力。

## 深度阅读
- 菲利普·J·库珀著，靠总统的命令：行政直接行为的应用和滥用，堪萨斯州立大学，堪萨斯大学出版社，2002年。
- 威廉·G·霍维尔著，没有说服力的权力：直接总统行为的政治，普林斯顿大学出版社，2003年。
- 肯尼斯·R·梅耶尔著，以一笔：行政命令和总统权力，普林斯顿大学出版社，2002年。
- 亚当·L·沃波著，行政命令和现代总统职位：来自椭圆形办公室的立法，莱恩·林纳出版社，2006年。